# FOXK2
FOXK2‏ (Forkhead box K2) هوَ بروتين يُشَفر بواسطة جين FOXK2 في الإنسان.